# 大霍達奇基夫
49°29′14″N 25°25′28″E / 49.48722°N 25.42444°E
大霍達奇基夫（羅馬化：Velykyi Khodachkiv）是烏克蘭的村落，位於該國部西部捷爾諾波爾州，由捷爾諾波爾區負責管轄，始建於1758年，面積1平方公里，2001年人口1,392，人口密度每平方公里1,397.6人。